# Felipe Ribaudo
Felipe Ribaudo (Ramos Mejía, 1 de septiembre de 1940 - Buenos Aires, 3 de octubre de 1998) fue un jugador y entrenador de fútbol argentino.

## Biografía

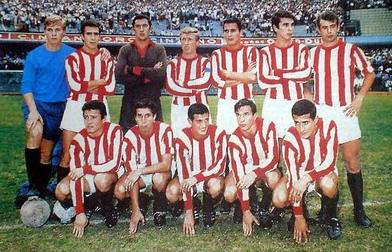
Estudiantes de La Plata campeón torneo metropolitano 1967 Arriba: Gabriel Flores, Carlos Pachamé, Alberto Poletti, Oscar Malbernat, Ramón Aguirre Suárez, Raúl Madero y Eduardo Manera; abajo: Felipe Ribaudo, Carlos Bilardo, Marcos Conigliaro, Juan Miguel Echecopar y Juan Ramón Verón.

Debutó en Ferro Carril Oeste en el 3 de abril de 1960, en un Racing 3 Ferro 2, jugando hasta 1962. Cuando Ferro descendió al final de la temporada, fue cedido a préstamo al Club Atlético Vélez Sarsfield por un año. Volvió a Ferro en 1964 para quedarse hasta 1967. Jugó su último partido en el club el 1.º de diciembre de 1966, en Ferro 2 River 3.
En 1966, fue convocado a la selección argentina por Osvaldo Zubeldía como director técnico, aunque no disputó ningún partido oficialmente.
A mediados de 1967, pasó al Club Estudiantes de La Plata de Osvaldo Zubeldía, en un trueque por Miguel Ángel López, justo cuando se disputaban las semifinales del Campeonato Metropolitano 1967 (Argentina). A los pocos días, debutó en Estudiantes en la final contra Racing Club, entrando por Rubén Bedogni. 
"Ganamos 3 a 0 con un gol de Madero, otro de Verón y otro mío: debuté, jugué bien, hice un gol y di la vuelta olímpica," recordó alguna vez." 
En 1970 pasó por Argentinos Juniors, donde jugó hasta 1971. En 1972 jugó en Almirante Brown, de la Primera B, donde se retira al final de la temporada.
En su carrera, Felipe Ribaudo jugó 263 partidos, marcando 58 goles. Sus números en Primera A: Ferro (34 encuentros, 2 goles), Vélez (1963, 12 partidos, 2 goles), Estudiantes de La Plata (1967-69, 48 partidos, 7 goles) y Argentinos Juniors (1970-71, 35 partidos, 9 goles).
Hombre de área, oportuno para definir, con movilidad por todo el frente de ataque; aun con limitaciones técnicas, sumó una importante cantidad de partidos en Primera. 
Fue campeón del Metropolitano de 1967 y de las Copas Libertadores 1968 (hizo el primer gol en el estadio Centenario de Montevideo, en el cual vencieron al Palmeiras de Brasil por dos tantos contra cero), la Copa Libertadores 1969, Copa Interamericana 1968 e Intercontinental del año 1968.
Como técnico dirigió al Club Ferro Carril Oeste en 1977. No continuó vinculado con el fútbol profesional y se dedicó a negocios particulares. Falleció el 3 de octubre de 1998, a los 58 años.
Abuelo del jugador Nicolás Melamed Ribaudo.
En honor a su trayectoria, dos filiales del club Estudiantes de La Plata llevan su nombre.

## Palmarés

### Campeonatos nacionales
| Título           | Club                    | País      | Año    |
| ---------------- | ----------------------- | --------- | ------ |
| Primera División | Estudiantes de La Plata | Argentina | M-1967 |

### Campeonatos internacionales
| Título                | Club                    | Sede       | Año  |
| --------------------- | ----------------------- | ---------- | ---- |
| Copa Libertadores     | Estudiantes de La Plata | Montevideo | 1968 |
| Copa Intercontinental | Estudiantes de La Plata | Mánchester | 1968 |
| Copa Interamericana   | Estudiantes de La Plata | Montevideo | 1969 |
| Copa Libertadores     | Estudiantes de La Plata | La Plata   | 1969 |

## Videos
- Doblete de Felipe Ribaudo 1967 en YouTube.
- Gracias Filial FELIPE RIBAUDO en YouTube.
- Estudiantes de La Plata gana el Campeonato Metropolitano 1967 en YouTube.